# Mijaíl Alioshin
Mijaíl Petróvich Alioshin (en ruso: Михаи́л Петро́вич Алёшин; Moscú; 22 de mayo de 1987), comúnmente escrito como Mikhail Aleshin, es un piloto de automovilismo ruso. Fue campeón de la Fórmula Renault 3.5 Series en 2010, y resultó tercero de la Fórmula 2 en 2009. Luego de su paso por la IndyCar Series, desde 2018 corre en carreras de resistencia.

## Carrera

### Inicios

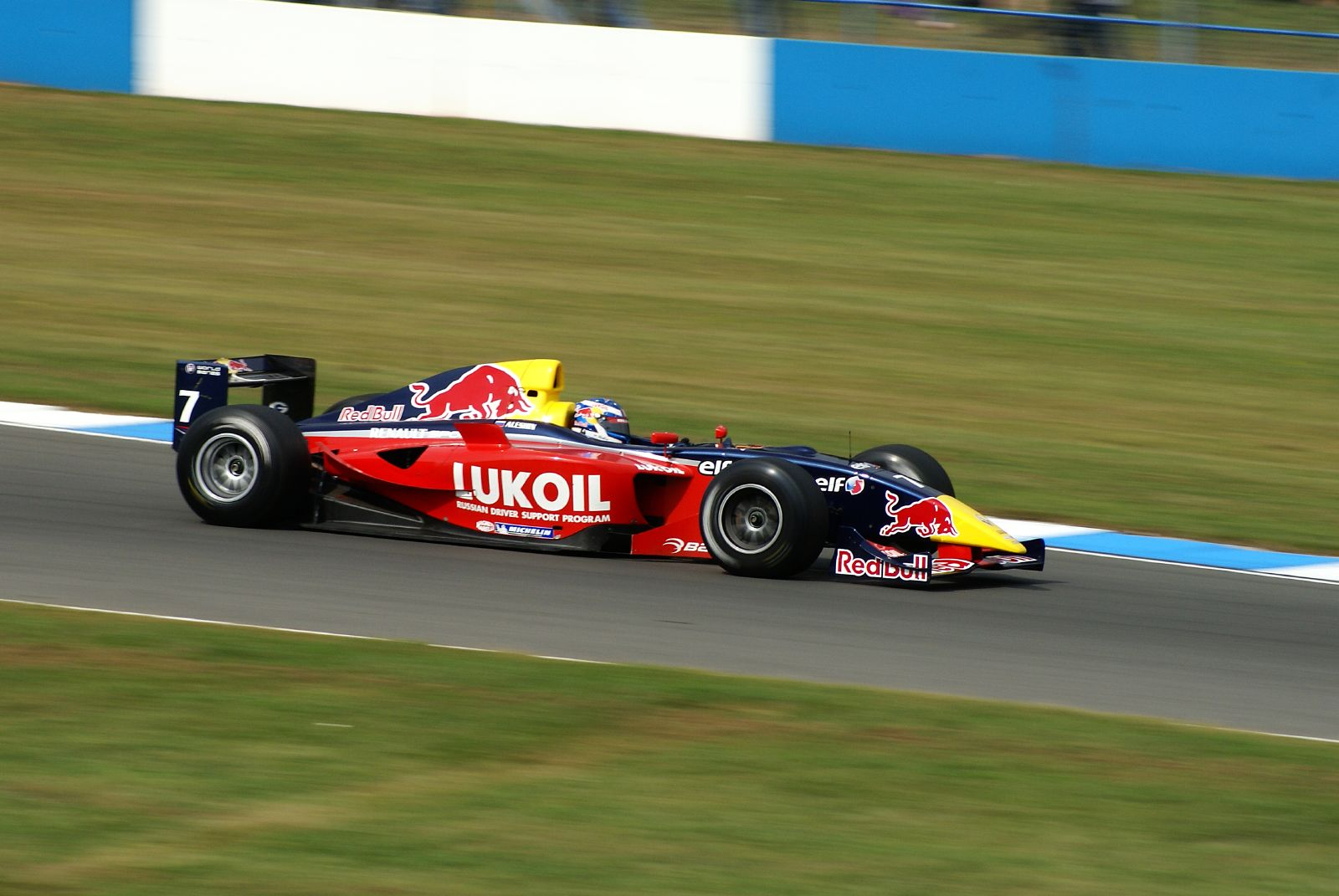
Aleshin corriendo para Carlin Motorsport en la ronda de Donington Park de la Fórmula Renault 3.5 Series del 2007.

Se inició en el Karting en 1996, manteniéndose en esta categoría hasta el año 2000. En 2001 participó en varios campeonatos de automovilismo internacionales.
En 2007 se convirtió en el primer ruso en ganar una carrera de la World Series by Renault en Monza, esto lo llevó a participar en la GP2 con el equipo ART Grand Prix sumando tres puntos, posteriormente regresa a la WSbR en 2007 y 2008, posteriormente da el salto a la Fórmula 2 en 2009 donde quedará tercero y para el año 2010 decide volver a las World Series, esta vez, gana el campeonato con tan solo 2 puntos de margen sobre Daniel Ricciardo.
A pesar de su gran temporada, en 2011 no consigue buenos patrocinadores para continuar con el progreso en su carrera. por lo que en esa temporada, sólo disputa una ronda de las World series, termina 11º en la primera carrera y 8º en la segunda. También disputó tres carreras de la Superleague Fórmula para Rusia, donde logró un tercero puesto como mejor resultado. También disputa tres rondas de la GP2 Series en la misma temporada, pero no cosecha grandes resultados.
En 2012, Alioshin vuelve como piloto regular de la Fórmula Renault 3.5, conduciendo para el equipo RFR, obtuvo un podio, un cuarto puesto, y un sexto para terminar decimotercero en el campeonato. Al año siguiente, el piloto pasó al equipo Tech 1 Racing en la Fórmula Renault 3.5, logró dos quintos y otros tres resultados puntuables, de modo que finalizó 12º en la tabla general. Además disputó cinco carreras de la Blancpain Endurance Series, conduciendo una Ferrari 458 Italia del equipo SMP Racing, donde logró un podio de clase.

### IndyCar Series
Alioshin se convierte en el primer piloto ruso en la historia del campeonato de la IndyCar Series y el primer ruso en la historia en las competiciones estadounidenses, al debutar con el equipo Schmidt Motorsports Peterson Peterson en la temporada 2014. Logró terminar 6º en su segunda carrera y obtuvo su primer podio en la 10.ª prueba, el Gran Premio de Houston. El 29 de agosto de 2014 sufrió un fuerte accidente durante los entrenamientos de la última carrera, en Fontana, por lo que no pudo competir en carrera.
Volvió al campeonato de manera completa en 2016. En el ABC Supply 500 (Pocono) hizo la pole position, pero fue vencido en carrera por Will Power. Ese año terminó decimoquinto en el clasificador final. En 2017 terminó en tres ocasiones en top 10, hasta que se le dio su asiento a final de año a Sebastián Saavedra y Jack Harvey.

### Resistencia
En 2015, el ruso debutó en European Le Mans Series LMP2, corriendo para AF Corse y luego para SMP Racing. Fue quinto en ese campeonato, con tres podios. También debutó ese año en las 24 Horas de Le Mans, y repitió participación en las dos ediciones siguientes.
Luego de su paso por IndyCar, fue llamado por SMP para disputar la temporada 2018-19 del Campeonato Mundial de Resistencia LMP1, junto con Vitali Petrov y Jenson Button. Con cuatro podios consecutivos, fue cuarto en el campeonato, con Petrov.

## Resultados

### GP2 Series
(Clave) (negrita indica pole position) (cursiva indica vuelta rápida puntuable)

| Año  | Escudería      | 1   | 1   | 2   | 2   | 3   | 3   | 4   | 4   | 5   | 5   | 6   | 6   | 7   | 7   | 8   | 8   | 9   | 9   | 10  | 10  | 11  | 11  | Pos. | Puntos | Ref.  |
| ---- | -------------- | --- | --- | --- | --- | --- | --- | --- | --- | --- | --- | --- | --- | --- | --- | --- | --- | --- | --- | --- | --- | --- | --- | ---- | ------ | ----- |
| 2007 | ART Grand Prix | SAK | SAK | BAR | BAR | MON | MON | MAG | MAG | SIL | SIL | NÜR | NÜR | BUD | BUD | EST | EST | MNZ | MNZ | SPA | SPA | VAL | VAL | 25.º | 3      | [ 6 ] |
| 2007 | ART Grand Prix |     |     | 6   | Ret |     |     |     |     |     |     |     |     |     |     |     |     |     |     |     |     | 9   | 20  | 25.º | 3      | [ 6 ] |
| 2011 | Carlin         | EST | EST | BAR | BAR | MON | MON | VAL | VAL | SIL | SIL | NÜR | NÜR | BUD | BUD | SPA | SPA | MNZ | MNZ |     |     |     |     | 32.º | 0      | [ 7 ] |
| 2011 | Carlin         | DNS | DNS | 16  | 18  |     |     |     |     |     |     |     |     | 15  | 15  | Ret | Ret |     |     |     |     |     |     | 32.º | 0      | [ 7 ] |

### GP3 Series
(Clave) (negrita indica pole position) (cursiva indica vuelta rápida puntuable)

| Año  | Escudería | 1   | 1   | 2   | 2   | 3   | 3   | 4   | 4   | 5   | 5   | 6   | 6   | 7   | 7   | 8   | 8   | Pos. | Puntos | Ref.  |
| ---- | --------- | --- | --- | --- | --- | --- | --- | --- | --- | --- | --- | --- | --- | --- | --- | --- | --- | ---- | ------ | ----- |
| 2010 | Carlin    | BAR | BAR | EST | EST | VAL | VAL | SIL | SIL | HOC | HOC | BUD | BUD | SPA | SPA | MNZ | MNZ | 37.º | 0      | [ 8 ] |
| 2010 | Carlin    |     |     | Ret | 22  |     |     |     |     |     |     |     |     |     |     |     |     | 37.º | 0      | [ 8 ] |

### GP2 Asia Series
(Clave) (negrita indica pole position) (cursiva indica vuelta rápida puntuable)

| Año  | Escudería | 1   | 1   | 2   | 2   | Pos. | Puntos | Ref.  |
| ---- | --------- | --- | --- | --- | --- | ---- | ------ | ----- |
| 2011 | Carlin    | YMC | YMC | IMO | IMO | 27.º | 0      | [ 9 ] |
| 2011 | Carlin    | Ret | 24† | 19  | 20† | 27.º | 0      | [ 9 ] |

### 24 Horas de Daytona
| Año  | Clase | Dorsal | Equipo         | Automóvil   | Copilotos                                                | Vueltas | Pos. | Pos. Clase |
| ---- | ----- | ------ | -------------- | ----------- | -------------------------------------------------------- | ------- | ---- | ---------- |
| 2014 | GTD   | 72     | SMP/ESM Racing | Ferrari 458 | Boris Rotenberg Sergey Zlobin Maurizio Mediani Mika Salo | 662     | 21.º | 4.º        |

### Campeonato Mundial de Resistencia de la FIA
(Clave) (negrita indica pole position) (cursiva indica vuelta rápida)

| Año     | Escudería  | Clase | Automóvil                  | 1   | 2   | 3   | 4   | 5   | 6   | 7   | 8   | 9   | Pos. | Puntos | Ref.   |
| ------- | ---------- | ----- | -------------------------- | --- | --- | --- | --- | --- | --- | --- | --- | --- | ---- | ------ | ------ |
| 2016    | SMP Racing | LMP2  | BR Engineering BR01-Nissan | SIL | SPA | LMS | NÜR | MEX | COA | FUJ | SHA | BHR | 16.º | 34     | [ 10 ] |
| 2016    | SMP Racing | LMP2  | BR Engineering BR01-Nissan |     |     | 5   |     |     |     | 8   | 6   | 9   | 16.º | 34     | [ 10 ] |
| 2018-19 | SMP Racing | LMP1  | BR Engineering BR1-AER     | SPA | LMS | SIL | FUJ | SHA | SEB | SPA | LMS |     | 4.º  | 94     | [ 11 ] |
| 2018-19 | SMP Racing | LMP1  | BR Engineering BR1-AER     | 5   | Ret | Ret | 4   | 3   | 3   | 3   | 3   |     | 4.º  | 94     | [ 11 ] |